# عرب راشد (غيزانية)
عرب راشد (بالفارسية: عرب‌راشد) هي قرية وتقع في إيران في قسم غيزانية الريفي. يقدر عدد سكانها بـ 216 نسمة بحسب إحصاء 2016.